# Fraschokereti
Die Fraschokereti oder Frashokereti (avestisch frašō.kərəti „der Akt, [die Existenz] strahlend zu machen“) ist in der zoroastischen Eschatologie die Zeit nach dem finalen Sieg des Guten (Ahura Mazda) über das Böse (Ahriman) und somit die endgültige „Neugestaltung“. Der Begriff selber stammt aus der avestischen Sprache. Die mittelpersische Entsprechung ist Fraschagird (Frašagird, auch frash[a]gird) und bedeutet so viel wie etwas wundervoll perfekt machen.
Die Lehre des Zoroastrismus besagt, dass (1) das Gute am Ende sich gegen das Böse durchsetzen wird, dass (2) die Schöpfung am Anfang vollkommen war, aber durch das Böse verdorben wurde, dass (3) die Perfektion zuletzt wiederhergestellt wird und dass (4) die Errettung der Menschen von der Summe seiner Taten, Gedanken und Wörter abhängt. Jeder trägt die Verantwortung für das Schicksal seiner eigenen Seele und hat Anteil am Schicksal der Welt, und selbst die Götter können das persönliche Schicksal nicht ändern.
Die Fraschokereti ist in den avestischen Texten, die bis heute überdauert haben, nur angedeutet. Mehr Details dazu finden sich im zoroastischen Buch des Bundahischn aus dem 9. Jahrhundert. Dort steht, dass am Ende des Dritten Zeitalters ein großer Kampf zwischen den Mächten des Bösen (Daeva) und des Guten (Yazatas) stattfinden wird. Auf der Erde wird dann der Heiland Saoschjant die Toten auferwecken. Danach folgt das letzte Gericht. Dazu schmelzen die Yazatas Ahriman und Atar das Metall der Berge und das geschmolzene Metall fließt wie ein Fluss über die Welt. Alle Menschen müssen diesen Fluss durchqueren. Den Gerechten wird das Metall wie warme Milch vorkommen, während die Schlechten darin umkommen werden. Der Metallfluss fließt dann in die Unterwelt und zerstört dort Ahriman und mit ihm alles Böse im Universum. In späteren zoroastrischen Texten steht geschrieben, dass der Metallfluss eine reinigende Funktion habe, welche auch die Schlechten perfektioniere.
Danach wird Ahura Mazda mit seinen sechs Amschaspand erscheinen und einen letzten Gottesdienst (Yasna) abhalten. Sie werden das Ab-Zohr, ein Getränk aus weißem Haoma, bereiten und die Gerechten werden durch dieses Wasser unsterblich werden. Danach wird die Menschheit wie die Amschaspand ohne Nahrung, Durst, Hunger und Waffen (oder die Möglichkeit von Verletzungen) leben können. Ihre Körper werden so leicht sein, so dass sie keine Schatten werfen. Die ganze Menschheit wird eine einheitliche Sprache sprechen und zu einer einzigen Nation ohne Grenzen gehören. Alle werden ein gemeinsames Ziel und Zweck teilen, nämlich die Glorie Ahura Mazdas immerwährend zu vermehren.
Obwohl die Fraschokereti eine Wiederherstellung der anfänglichen Perfektion ist, bedeutet das nicht, dass die Welt wieder in den ursprünglichen Zustand zurückversetzt wird. Denn zu Anfang gab es jeweils nur eine Pflanze, ein Tier und einen Menschen (Gayomarth). Auch jene Götter, die von Ahura Mazda erschaffen worden sind, werden nicht wieder zu ihm zurückkehren, sondern weiterhin existieren.

## Trivia
Vom Fraschokereti namentlich abgeleitet ist die politische Bewegung Farashgard im Iran, die auf die Überwindung des islamischen Herrschaftssystems abzielt und den Wiederaufbau der Gesellschaft im Sinne einer säkularen und liberalen Demokratie fordert.